# Limbodessus capeensis
Limbodessus capeensis är en skalbaggsart som beskrevs av Watts och Remko Leys 2005. Limbodessus capeensis ingår i släktet Limbodessus och familjen dykare. Inga underarter finns listade i Catalogue of Life.